# Louis Henri de Loménie de Brienne
Louis Henri de Loménie, greve av Brienne, född 1635, död 1698, var en fransk ämbetsman och författare. Han var son till Henri Auguste de Loménie de Brienne.
Loménie de Brienne var medlem av statsrådet 1651-1663 och blev 1664 munk, men övergav på grund av en kärleksaffär klostret och levde i Tyskland 1670-1673. Beordrad att återvända till Frankrike hölls han från 1674 i fängelse på grund av uppgiven sinnessjukdom men frigavs 1692. Han har efterlämnat reseskildringar, bland annat från ett besök i Sverige 1654-1655, memoarer (utgivna av Paul Bonnefon i 3 band 1916-19) samt poesi.